# 愛知県道519号七郷一色名号線
愛知県道519号七郷一色名号線（あいちけんどう519ごう ななさといっしきみょうごうせん）は、愛知県新城市を通る一般県道である。

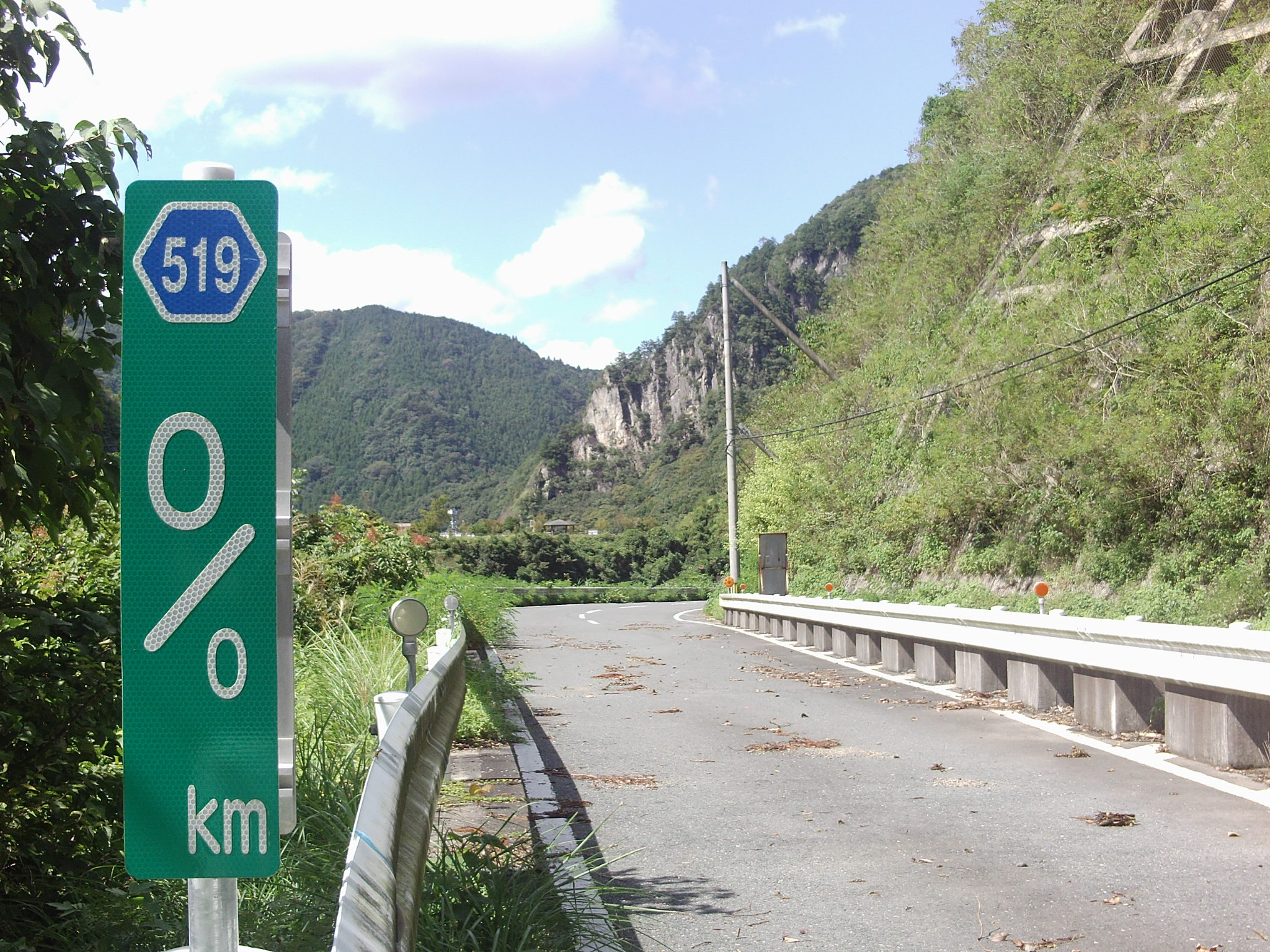
起点の七郷一色。朝霧湖の湖畔を通る。なお起点以南にも連続して道があり、新城市道を抜けて愛知県道442号鳳来佐久間線に通じる

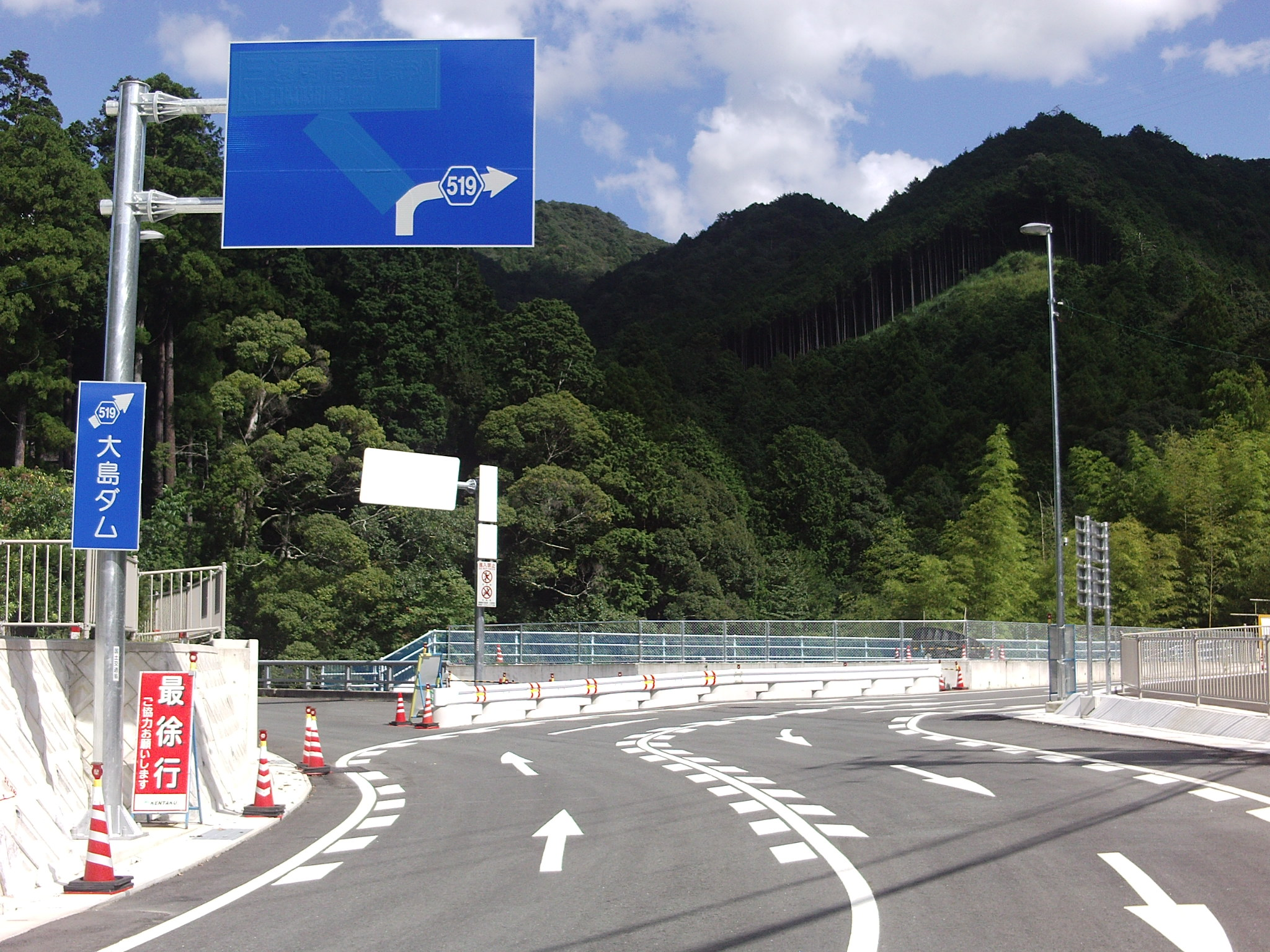
終点の名号。三遠南信自動車道 鳳来峡ICの建設当時

## 概要

### 路線データ
- 起点 : 新城市七郷一色
- 終点 : 新城市名号
- 総延長 : 4.0km

## 沿革
- 1995年3月31日 : 認定

## 通過する自治体
- 愛知県
  - 新城市

## 接続する道路
- 愛知県道442号鳳来佐久間線（市道大島線（1.6km）を経由 : 新城市七郷一色）
- 三遠南信自動車道 鳳来峡IC
- 国道474号（終点付近で重複）
- 国道151号（名号交差点）

## 沿線
- 大島ダム（朝霧湖）